# CRH3

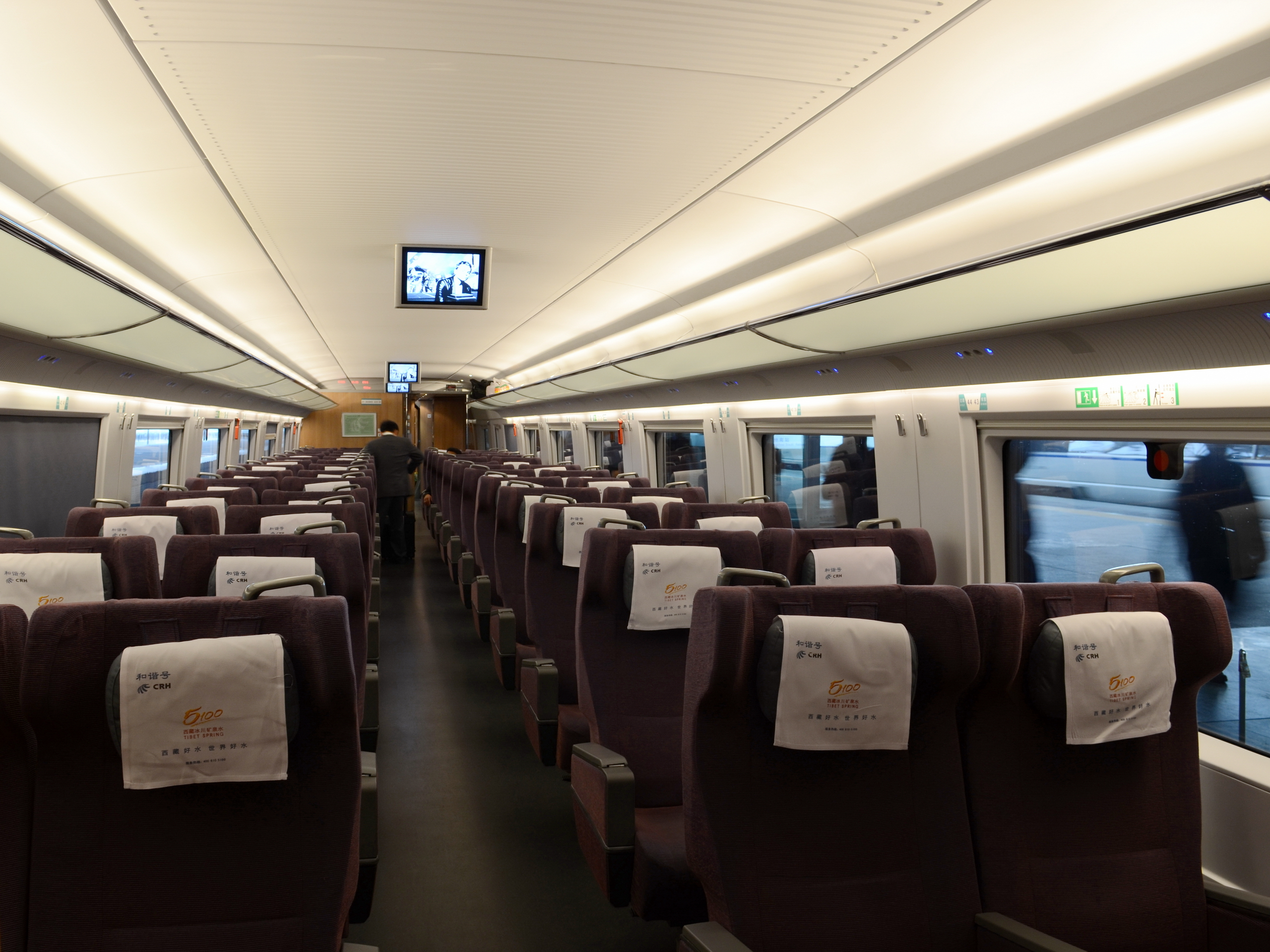
Első osztályú utastér

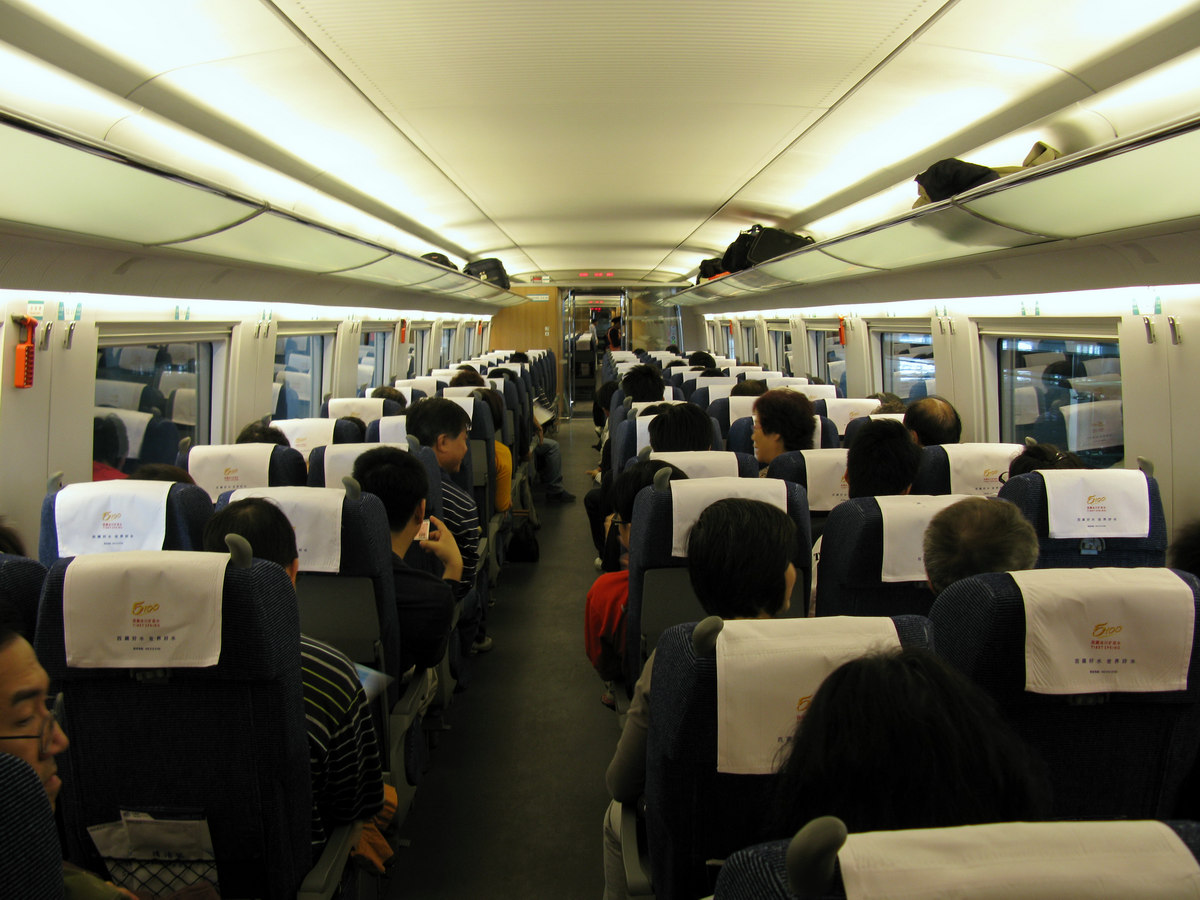
Másodosztályú utastér

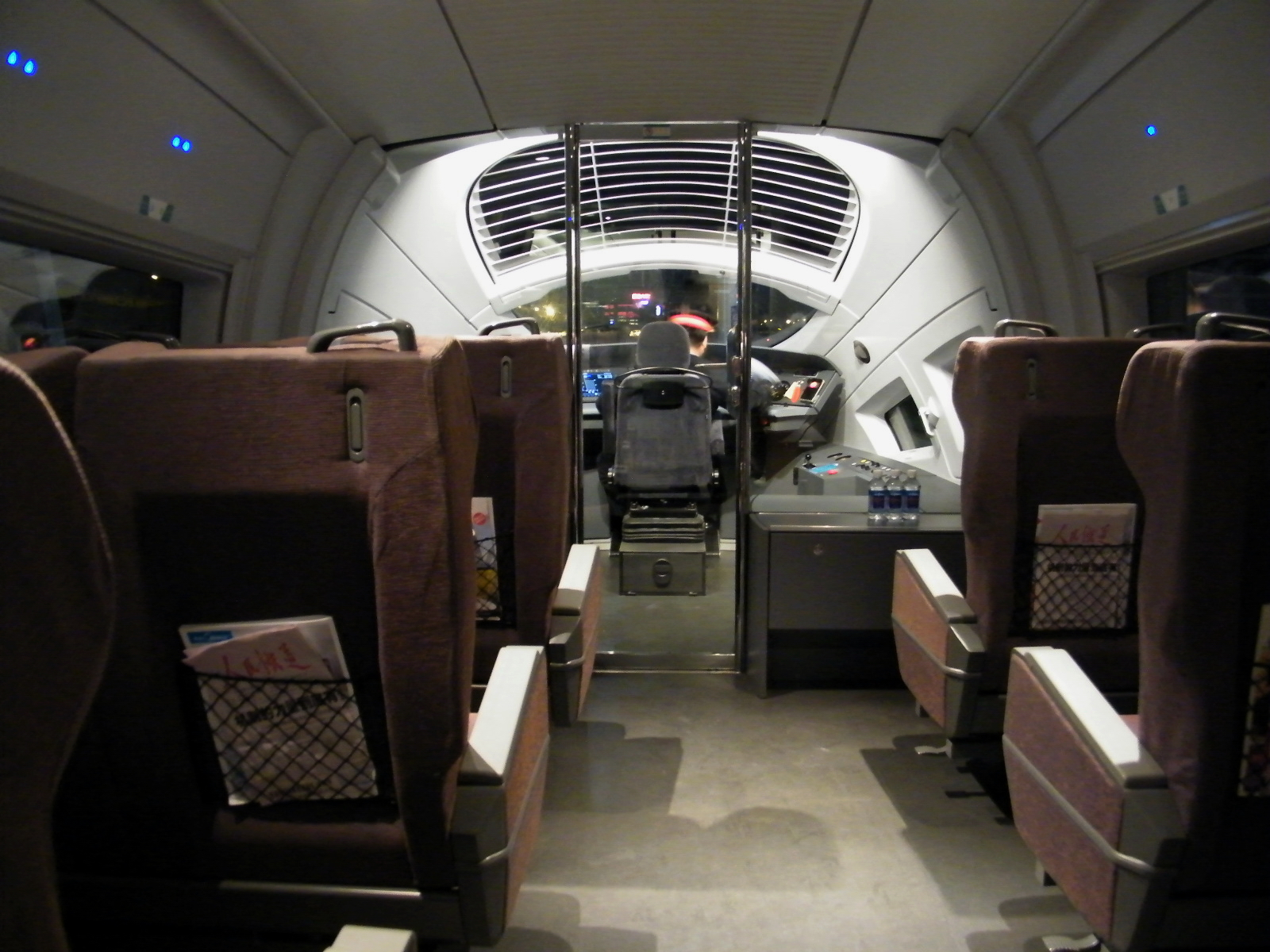
VIP helyek

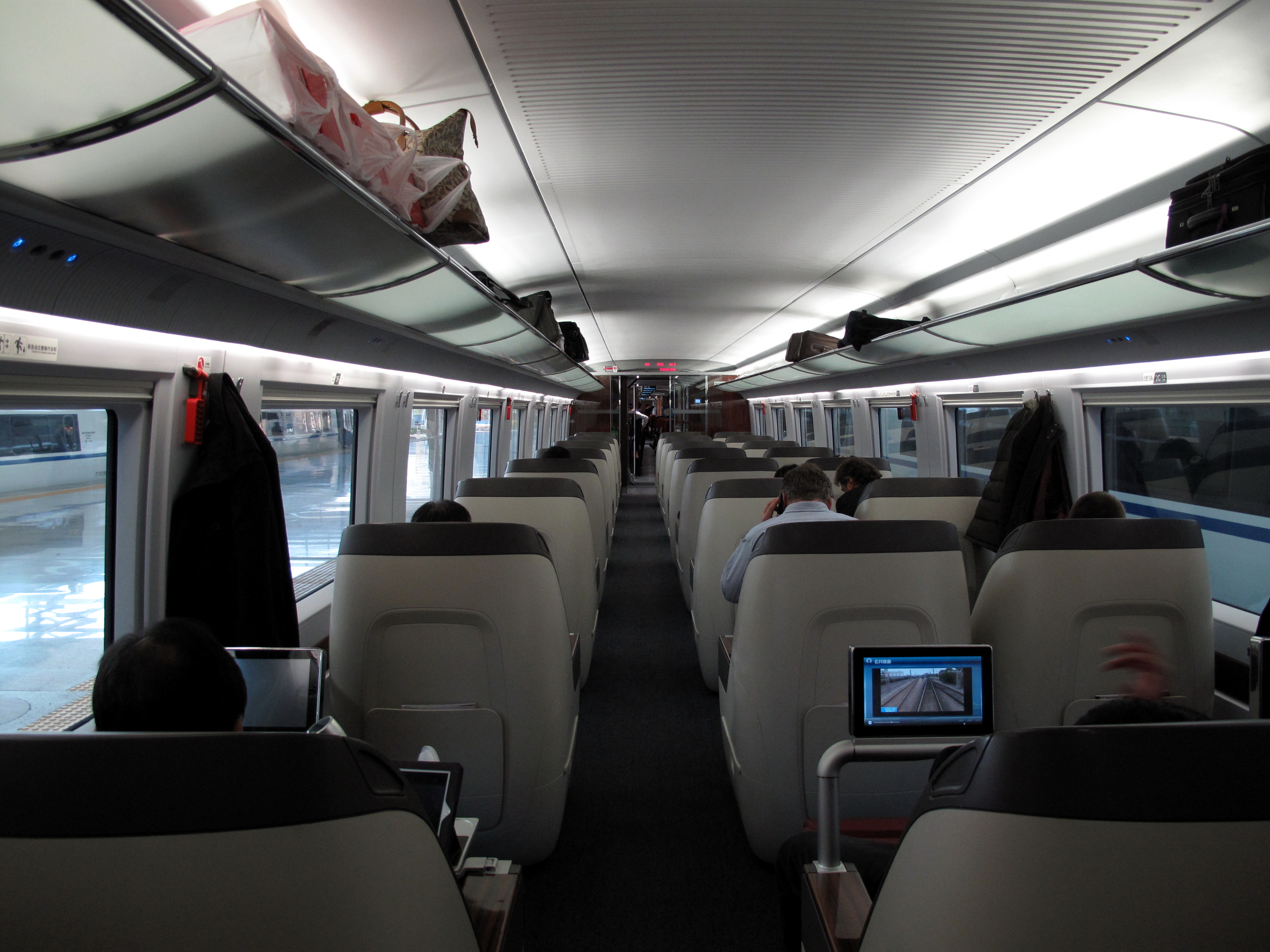
A CRH380BL Business osztálya

A CRH3 a német Siemens cég Siemens Velaro villamos motorvonatának kínai, 30 centiméterrel szélesebb változata. A Siemens a Spanyolországban már bevált Velaro ES típusát adaptálta a helyi viszonyokra, Velaro CN néven. A vonatok a Peking–Tiencsin–Sanghaj, a Vuhan–Kanton, a Csengcsou–Hszian és a Sanghaj–Nanking nagysebességű vasútvonalakon közlekednek.

## Története
2005 novemberében a Kínai Vasúti Minisztérium rendelt 60 Velaro szerelvényt a Peking–Tiencsin nagysebességű vasútvonalra a német Siemenstől. Az első 3 szerelvény még Németországban épült, a többit a Tangshan Railway Vehicle gyártott le.
2006. július 27-én közös projektirodát nyitottak Tangsannál. Az első szerelvényt 2007. december 19-én szállították el Bremerhavenből. Az első kínai építésű CRH3 2008. április 11-én gördült ki a gyár kapuján.

## Változatok

### CRH3A
Az első három vonatot Németországból importálták, és ezeknek a tesztfutási eredményeik alapján döntöttek a jármű technológiai transzferrel való adaptálása mellett.

### CRH380B (CRH3B)
A CRH3B program keretén belül 2005-ben 60 vonat került megrendelésre 669 millió euró értékben.
A vonatokat technológiai transzfer keretében szállították, eszerint a know-how-t, egyes alkatrészeket és a fedélzeti szoftvert a Siemens, a szerelést és a maradék alkatrészeket a China Tangshan Locomotive and Rolling Stock Works adta.
A típus 16 részes változata a CRH380BL (CRH3D).

### CRH3-300 (CRH3C)
A 8 részes Velaro CN változat 601 utas szállítására alkalmas 350 km/h csúcssebesség mellett. A vonatok a Peking–Tiencsin nagysebességű vasútvonalon közlekednek..
A vonat a pályacsúcsát is ezen a szakaszon állította be 2008. június 24-én: ekkor az egyik szerelvény 394,3 km/h sebességgel haladt.

### CRH380BL (CRH3D)
A 16 részes (L: long), 400 méter hosszú Velaro CN vonatok 1060 férőhelyet kínálnak 380 km/h-s csúcssebesség mellett. A típus 8 részes változata a CRH380B (CRH3B).
A vonatok 2010-ben kerültek az 1318 km hosszú Peking–Sanghaj vonalra.
A szerelvény 2011. januárban állította fel (eddigi) pályacsúcsát 487,3 km/h-val.

### CRH3C
Vuhan és Kanton között a CRH3C vonatok ingáznak, ezeknek a maximális sebessége 350 km/h, melyet menetrend szerint el is érnek. A szakasz 1069 km hosszú, és egy köztes megállással Csangsában a vonatok 196 perc alatt teljesítenek.
Ez a szakasz csak egy része a 2012-es átadással tervezett és 2100 km hosszú Peking–Sicsiacsuang–Vuhan–Kanton pályának.

## Műszaki leírásuk
A 8 kocsis vonatok hasonlóak a Spanyol Velaro E tervéhez, de 300 mm-rel szélesebbek. Az ülések 2+3 elrendezésben vannak, majdnem 50%-kal növelve meg az ülőhelyek számát. A 200 m hosszú motorvonatban összesen 600 ülőhely van.
A vonatok menetrend szerinti 350 km/h sebességgel közlekednek.

## A sorozat jövője
A Tangshan Railway Vehicles Co. Ltd. (TC), a Changchun Railway Vehicles Co. Ltd. (CRC) és a Chinese Academy of Railways (CARS) kutatóintézet, valamint a Siemens között kb. 750 millió euró értékben 100 további szerelvény szállítása tárgyában jött létre szerződés. Így a vállalat szállíthatja az első járműveket Kína új építés alatt álló Peking–Sanghaj nagysebességű vasútvonal számára. Ezzel tovább erősítheti hosszú távú partneri kapcsolatait a nagysebességű vonatok legnagyobb jövőjű piacán. A 400 méteres szerelvények a leghosszabbak lesznek a világ nagysebességű vasúti közlekedésében.
A kínai vasúti minisztérium a következő években 1000 új vonatot kíván beszerezni, többségét a 300+ km/h tartományra. A mostani megrendelés első darabjai a Peking-Sanghaj vonalra készülnek; a Wuhan-Kanton és a Wuhan-Sicsiacsuang vonalak ezután következnek. Ezek mind kizárólag a személyforgalmat szolgálják. 2020-ig a nagysebességű vonalak hálózata 16 000 km-re bővül. A CRH3 típuson alapuló újgenerációs vonatokból 70 Tangsanban, 30 pedig Csangcsunban készül majd. A Siemens megrendelőinek, a TC-nek és a CRC-nek komponenseket – pl. a futóműveket és az elektromos berendezéseket – szállít, amelyeket a németországi Krefeld-Ürdingenben és Nürnbergben, továbbá Grazban és Kínában (Sanghaj, Tiencsin, Csinan) gyárt majd le. Az első vonatnak 2010 végén kell szolgálatba állnia.
A 400 m hosszú újgenerációs változat 16 kocsis lesz, melyekben mintegy 1060 utas foglalhat helyet. A 25 kV-os feszültségről működő szerelvény 18,4 MW összteljesítménye 350 km/h csúcssebességű vonattovábbítást tesz lehetővé. A vonatok a Peking-Sanghaj közötti 1318 km-es távolságot négy óra alatt teszik meg.